# Nazionale maschile di pallavolo della Gran Bretagna
La nazionale di pallavolo maschile della Gran Bretagna è una squadra europea composta dai migliori giocatori di pallavolo del Regno Unito ed è posta sotto l'egida della Federazione pallavolistica del Regno Unito.

## Rosa
Segue la rosa dei giocatori convocati per i Giochi della XXX Olimpiade.

## Risultati

### Giochi olimpici
| Edizione | Piazzamento     | Formazione   |
| -------- | --------------- | ------------ |
| 1964     | non esistente   | -            |
| 1968     | non esistente   | -            |
| 1972     | non esistente   | -            |
| 1976     | non esistente   | -            |
| 1980     | non esistente   | -            |
| 1984     | non esistente   | -            |
| 1988     | non esistente   | -            |
| 1992     | non esistente   | -            |
| 1996     | non esistente   | -            |
| 2000     | non esistente   | -            |
| 2004     | non esistente   | -            |
| 2008     | non esistente   | -            |
| 2012     | 11º posto       | Convocazioni |
| 2016     | non qualificata | -            |

### European Golden League
| Edizione | Piazzamento     | Formazione   |
| -------- | --------------- | ------------ |
| 2004     | non qualificata | -            |
| 2005     | non qualificata | -            |
| 2006     | non qualificata | -            |
| 2007     | non qualificata | -            |
| 2008     | 9º posto        | Convocazioni |
| 2009     | 9º posto        | Convocazioni |
| 2010     | 7º posto        | Convocazioni |
| 2011     | 9º posto        | Convocazioni |
| 2012     | non qualificata | -            |
| 2013     | non qualificata | -            |
| 2014     | non qualificata | -            |
| 2015     | non qualificata | -            |
| 2016     | non qualificata | -            |
| 2017     | non qualificata | -            |
| 2018     | non qualificata | -            |
| 2019     | non qualificata | -            |
| 2021     | non qualificata | -            |